# Banagher
Banagher (en irlandais : Beannchar ou Beannchar na Sionna) est une ville du comté d'Offaly de la province de Leinster en Irlande. Bâtie sur les rives du Shannon, Banagher a atteint les 3000 habitants à son apogée économique, à la moitié du XIXe siècle, avant la grande famine irlandaise. La ville compte 1 636 habitants en 2006 et 1760 en 2016. 
Il existe une autre ville nommée Banagher en Irlande du Nord dans le Comté de Londonderry. 
Historiquement Banagher fut une position stratégique particulièrement importante sur les rives du Shannon et un des seuls points de passage entre les provinces de Leinster et de Connacht. La tour Martello du XIXe et les différents forts et châteaux alentour des XIVe et XVe siècles, sont des témoins de ce rôle qu'occupa Banagher. La ville profita économiquement du commerce fluvial et était une étape importante sur le trajet entre Limerick et Dublin : ce qui permit la naissance d'une industrie locale, des usines de maltage et des distilleries. Le tourisme a, à présent, remplacé l'industrie et la ville possède une marina pour les croisières, la pêche à la ligne et autres activités nautiques.  
Banagher est située au centre des Shannon Callows, prés herbeux bordants le Shannon submergés en hiver et habitat naturel de la sauvagine.  